# Le Joueur de croquet
Le Joueur de croquet (anglais : The Croquet Player) est un court roman de l'écrivain britannique H. G. Wells paru dans sa langue d'origine en 1936.